# Stenosphenus beyeri
Stenosphenus beyeri är en skalbaggsart som beskrevs av Schaeffer 1905. Stenosphenus beyeri ingår i släktet Stenosphenus och familjen långhorningar. Inga underarter finns listade i Catalogue of Life.